# Nerd
Nerd [nɜːd] (englisch modern für „Computerfreak“; ursprünglich für „Sonderling“) ist eine Bezeichnung für an Spezialinteressen hängende Menschen. Das Wort weist vom Kontext abhängig anerkennende oder abwertende Anklänge auf.

## Eigenschaften
Positiv betrachtet ist ein Nerd ein Individualist, der durch außergewöhnliche Fachkenntnisse entsprechende Anerkennung in technisch bewanderten Kreisen genießt. Negativ gesehen ist er ein sozial unbeholfener, verschrobener Einzelgänger, der ständig vor dem Computer sitzt und dadurch in soziale Isolation gerät.
Die Süddeutsche Zeitung konstatierte drei Eigenschaften: „soziale Vernetzung per Mausklick, Ironie und Intelligenz.“ Als besonders ausgeprägte Form des Computerfreaks gehört zum Nerd das Klischee eines Eigenbrötlers, der das Haus nur mit bedrucktem T-Shirt verlässt, vorwiegend allein oder innerhalb abgeschotteter Gruppen agiert und keinen Wert auf die Meinung von Noobs legt. Das Wort findet über das Computerumfeld hinaus Anwendung als Bezeichnung für meist männliche Technikenthusiasten, die sich besonders für Science-Fiction oder andere Bereiche aus Wissenschaft und Technik interessieren.
Es ist ein in die deutsche Umgangssprache importiertes Wort, das ursprünglich aus dem US-amerikanischen Slang der Schulen, Colleges und Universitäten stammt. Dort wird es als Synonym für „Sonderling“ gebraucht, unter anderem im Sinne von „Fachidiot“, „Schwachkopf“ oder „Streber“ und nicht gerade geliebten „Eigenbrötler“ einer Klasse; als Gegenbegriff zum sogenannten Jock. Während der Begriff ursprünglich negativ besetzt war, hat er sich unter Technikenthusiasten zu einer selbstironischen Eigenbezeichnung entwickelt, vor allem wenn sie eine Affinität zur Hackerkultur zeigen. Die Entwicklung geht bis hin zu einem positiveren Bedeutungswandel, der insbesondere durch Medien wie Fernsehserien die Umgangssprache beeinflusst; von der reinen Außenseiterrolle hin zu einem Menschen, der die Gesellschaft voranbringt (etwa durch Vergleiche mit Archimedes und Bill Gates).

## Begriffsherkunft und -entwicklung
Zum ersten Mal wurde das Wort „nerd“ im Buch If I Ran the Zoo (1950) von Dr. Seuss verwendet. Darin ist der „Nerd“ Bestandteil eines imaginären Zoos.

„And then, just to show them, I’ll sail to Ka-Troo
 And Bring Back an It-Kutch, a Preep and a Proo,
 A Nerkle, a Nerd, and a Seersucker, too!“

Im amerikanischen Slang ist das Wort seit 1951 dokumentiert und seit den 1960er Jahren populär. Angenommen wird eine Herkunft vom Wort ‚nert‘, das als Abwandlung von ‚nut‘ (buchstäblich ‚Nuss‘, im übertragenen Sinne: ‚verrückte Person‘) gesehen wird.
Laut einem Artikel der IEEE Spectrum des IEEE 1995 stammt die Bezeichnung Nerd ursprünglich vom Rückwärtslesen von drunk (englisch ‚betrunken‘), also: knurd. Demnach beziehe sich die Bezeichnung auf College-Absolventen, die Partys vermeiden. Aus „knurd“ wurde im Laufe der Zeit „nerd“ („kn“ am Wortanfang wird im Englischen „n“ ausgesprochen).
Das Merriam-Webster’s Collegiate Dictionary definiert nerd als: 

„– a person who behaves awkwardly around other people and usually has unstylish clothes, hair, etc.

– person who is very interested in technical subjects, computers, etc.

– Full Definition: an unstylish, unattractive, or socially inept person; especially; one slavishly devoted to intellectual or academic pursuits <computer nerds>“

Der Duden nahm den Begriff 2004 auf und definierte ihn im Jargon als abwertend für „sehr intelligenter, aber sozial isolierter Computerfan“. Zu einer weiteren Etablierung im Deutschen sowie auch positiver Umdeutungen kam es laut dem Germanisten Andreas Osterroth durch Synchronisationen US-amerikanischer Serien wie etwa The Big Bang Theory 2009. Laut Osterroth kam es insbesondere im Deutschen zu einer Melioration, nachdem der Begriff ursprünglich im Englischen als Antonym zum sogenannten Jock, einem athletisch und erotisch erfolgreichen Highschoolschüler, stand. „Nerd“ ist somit ein Geusenwort.
Nach einem Beitrag von Spiegel Online ist das zum Phänomen gehörige Stereotyp so alt wie die Menschheit selbst. Als Beispiel wird dort Archimedes aufgeführt, ein griechischer Ingenieur und Physiker aus dem 3. Jahrhundert vor Christus, der in der heutigen Zeit wohl als Nerd bezeichnet werden könnte. Er entwickelte Waffen, berechnete die Zahl Pi und entdeckte die Hebelgesetze, soll aber deutlich weniger für Körperpflege übrig gehabt haben. Der Legende nach soll Archimedes sogar wegen seines Nerdtums gestorben sein: Vollkommen in ein mathematisches Problem versunken und geometrische Figuren in den Sand malend raunzte er einen ihm näher kommenden Soldaten an mit den Worten „Störe meine Kreise nicht“. Dafür wurde er erschlagen.

## Rezeption
Wil Wheaton, US-amerikanischer Schauspieler, bekennt sich regelmäßig in seinen Autobiographien und in seinem Weblog zu seinem privaten Leben als Nerd und verkörperte auch in seiner Rolle als Wesley Crusher in der Science-Fiction-Serie Raumschiff Enterprise – Das nächste Jahrhundert einen jungen Nerd. Linus Torvalds, finnischer Programmierer und Initiator des Kernels Linux, dessen Entwicklung er bis heute koordiniert, bezeichnet sich selbst als Nerd in seinem Buch Just for Fun.
In vielen Medienberichten wird Bill Gates als ehemaliger Nerd dargestellt, so hatte etwa Peter Glaser bereits 1996 im Magazin Stern geschrieben: „Die Nerds übernehmen gerade die Weltherrschaft“ und seien „eine Schar unattraktiver, neurotischer Bürschchen, die aussehen, als könne man sie mit einem Löschblatt bewusstlos schlagen“. Kulturelle Rezeption fand der Begriff in der Populärkultur wie Revenge of the Nerds („Die Rache der Eierköpfe“), einer vierteiligen amerikanischen Filmreihe Mitte der 1980er Jahre. Neuere angloamerikanische Sitcoms wie The Big Bang Theory oder The IT Crowd überzeichnen ironisch Verhalten von sogenannten Nerds. Laut dem Journalisten Christian Fahrenbach wird die Figur des Nerds auch in Kinofilmen wie Matrix durch die Rolle des Neo, Scott Pilgrim gegen den Rest der Welt oder The Social Network verkörpert. Ebenso würden Zeitschriften wie De:Bug oder Wired zu einer positiven Konnotation beitragen. Der Niederländer Max de Bruijn schrieb bereits 2000 ein Buch unter dem Titel Wie werde ich Bill Gates: Aufzucht und Lebensweise des gemeinen Nerd.
Als häufiger Gegenstand von Satiren und Parodien ist das ursprüngliche Nerd-Klischee eng an künstlerische Darstellungen desselben verknüpft, wodurch häufig wiederkehrende äußere Erkennungsmerkmale eine besondere Festigung im Klischee erhielten und andererseits zur Entwicklung neuer Mode-Accessoires beitrugen. Einer der bekanntesten Filmkünstler, die sich mit der Figur des trockenen, tollpatschigen Intellektuellen beschäftigen, ist Woody Allen, der sich unter anderem in entsprechenden Filmrollen mit Hornbrillen zeigt. In einer Retrowelle werden ähnliche Brillen zunächst spöttisch als Nerd-Brillen betitelt, kurze Zeit später aber auch im Handel unter diesem Namen angeboten und erfuhren noch größere Verbreitung und Aufmerksamkeit.
Der Filmemacher und Künstler Johannes Grenzfurthner, Regisseur der Nerd-Dokumentation Traceroute (2016), analysiert in einem Interview mit dem Zebrabutter-Magazin die Essenz des Nerdtums:

„Die Keimzelle des Nerdtums ist die Differenz. Das Verlangen nach Verständnis, nach der Möglichkeit, Erfahrungen zu teilen, nicht alleine gelassen zu werden mit den bizarren Interessen, aber gleichzeitig auch eine fast perverse Freude, sich in diesem Defizit zu suhlen. Nerds lieben den Mangel: den der anderen, aber auch den eigenen. Nerds sind begierige Forscher, die sich gerne aneinander messen und dann auch aggressiv wetteifern, dennoch hat Nerd-Sein auch etwas Okkultes und Geheimes. Wie diese Macht dann ausgedrückt oder fokussiert wird, ist sehr wichtig.“

### Weibliche Nerds
Während reale Frauen in der deutschen IT-Branche weiterhin unterrepräsentiert und „nicht einmal ein Zehntel der IT-Abteilungen mit weiblichen Mitarbeitern besetzt sind“, findet man „weibliche Nerds“ in Filmen und Serien mittlerweile als Hauptfigur. Prominente Beispiele für fiktive weibliche Nerd-Charaktere sind: Rihanna als Nine Ball in Ocean’s 8, Tatiana Maslany als Cosima Niehaus und als Veera „MK“ Suominen in Orphan Black, Jamie Clayton als Nomi Marks in Sense8, Claire Foy als Lisbeth Salander in Verschwörung, Carly Chaikin als Darlene Alderson in Mr. Robot, Aimee Garcia als Ella Lopez in Lucifer und Sibel Kekilli als Sarah Brandt im Tatort Kiel (2010–2017).
Dabei fällt auf, dass die meisten dieser Filmfiguren nicht nur weiblich sind, sondern weitere Diskriminierungsmerkmale aufweisen – also zusätzlich als Person of color, trans, lesbisch oder Asperger-Autistin markiert sind und einen Gegenentwurf zur weiß und männlich dominierten Hackerszene darstellen. So beginnt die Entwicklungsgeschichte der Haecksen (Hackerinnen im Chaos Computer Club) mit dem Hinweis darauf, dass weibliche Hacker „innerhalb der purely white male phenomenon der hacking culture als Ausnahmeerscheinung wahrgenommen werden.“ Vor diesem Hintergrund trägt die Typologie des weiblichen Nerds in mehrfacher Hinsicht Züge einer Antiheldin. Die Figur der Lisbeth Salander in der Millennium-Trilogie von Stieg Larsson wird beispielsweise als „Nerd, Hackerin, Anti-Heldin, Kindfrau im Punkrock-Outfit und Asperger-Autistin mit fotografischem Gedächtnis“ charakterisiert. Larsson selbst schreibt in einer Mail an seinen schwedischen Verleger über sie:

„Mein Ausgangspunkt war, wie Pippi Langstrumpf als Erwachsene wäre. Würde man sie eine Soziopathin nennen, weil sie die Gesellschaft anders betrachtet und sie keine sozialen Kompetenzen hat? Sie wurde zu Lisbeth Salander, die viele maskuline Züge hat.“

## Film
- Traceroute (2016): detaillierte Dokumentation über die Nerd-Kultur von Johannes Grenzfurthner

## Belege
1. ↑  Nerd. In: dict.cc Englisch-Deutsch; abgerufen am 4. Februar 2017.
2. ↑  Warum Nerds plötzlich cool sind. fudder.de, Interview mit Nerdforscher Mathias Mertens, 22. November 2012.
3. ↑  Stefanie Müller: Schlagwort im Check: Der „Nerd“ wird cool. In: Deutsche Bildung. 19. Juli 2017, abgerufen am 3. August 2019.
4. ↑  Nerd – das unbekannte Wesen. In: Süddeutsche Zeitung. 11. Mai 2010, abgerufen am 3. August 2019.
5. 1 2 3 4 5  Die neuen Nerds - Gefeierte Fachidioten. Spiegel Online, Jugendmagazin „Yaez“, 24. Februar 2011.
6. 1 2  Nerd, der. duden.de; abgerufen am 17. Oktober 2015.
7. ↑  Nerd – Begriffserklärung und Definition. seo-lexikon; abgerufen am 4. Februar 2017.
8. ↑  Jasmin Siri: Die Anormalität des Nerd. DGS – Deutsche Gesellschaft für Soziologie, 4. Mai 2013.
9. 1 2 3 4  Matthias Heine: Wie US-Serien die deutsche Sprache verändern. Welt Online, 16. Oktober 2015.
10. ↑  Hacker FAQ für Manager.
11. ↑  Bill Gates – Vom Nerd zum Wohltäter der Superlative. handelsblatt.com, 28. Oktober 2015.
12. ↑  American Heritage Dictionary of the English Language. Third Edition, S. 1212, Houghton Mifflin Co., Boston / New York / London 1992.
13. ↑  Geisel, Theodor Seuss: If I Ran the Zoo. Random House Books for Young Readers, New York 1950, S. 47.
14. ↑  nerd (n.). In: Online Etymology Dictionary. Abgerufen am 22. März 2021 (englisch).
15. ↑  IEEE Spectrum, 4/1995, S. 16.
16. ↑  nerd. In: Merriam Webster (englisch); abgerufen am 19. Oktober 2015
17. ↑  Christoph Gröner: Woody Allen – Trag sie noch einmal, Woody. Spiegel Online, 2. Mai 2008, abgerufen am 1. Juli 2010.
18. ↑  Hans-Jürgen Jakobs: Stilkritik: Marc Bator – Der Kolossal-Guckkasten. sueddeutsche.de, 23. Juni 2010, abgerufen am 1. Juli 2010.
19. ↑  Modetrend Nerd-Brille. GQ, 25. April 2008, archiviert vom Original (nicht mehr online verfügbar) am 4. März 2010; abgerufen am 1. Juli 2010.  Info: Der Archivlink wurde automatisch eingesetzt und noch nicht geprüft. Bitte prüfe Original- und Archivlink gemäß Anleitung und entferne dann diesen Hinweis.
20. ↑  Bradley Gibson: Traceroute. In: Film Threat. 28. Februar 2017, abgerufen am 19. Februar 2019 (amerikanisches Englisch).
21. ↑  Thomas Kaestle: Johannes Grenzfurthner über Traceroute: Unterwegs mit dem Leitnerd. In: Zebrabutter. 13. Januar 2016, abgerufen am 19. Februar 2019.
22. ↑  Lisa Hänel: Wenige Frauen in der IT: Her mit den weiblichen Nerds! In: FAZ.net. 16. März 2017, abgerufen am 3. August 2019.
23. ↑  Katja Rothe: Autismus – Glückspathologisierung 2.0. In: Stephanie Kleiner, Robert Suter (Hrsg.): Stress und Unbehagen Glücks- und Erfolgspathologien in der zweiten Hälfte des 20. Jahrhunderts. Neofelis, Berlin 2017, S. 127–146.
24. ↑  Katja Rothe: Autismus – Glückspathologisierung 2.0. In: Academia. Abgerufen am 3. August 2019.